# 2021-es NBA-draft
A 2021-es NBA-draft a National Basketball Association (NBA) 75. játékosbörzéje, amelyben az Egyesült Államok amatőr egyetemi játékosait választották, nemzetközi játékosokkal kiegészítve. 2021. július 29-én tartották, a brooklyni Barclays Centerben és az ESPN és az ABC közvetítette, az utóbbi csak az első kört. 1947, az első játékosbörze óta most először tartották júliusban a draftot. Az első helyen Cade Cunninghamet választotta a Detroit Pistons.

## Választások
| PG | Irányító | SG | Dobóhátvéd | SF | Alacsonybedobó | PF | Erőcsatár | C | Center |

| Kör           | Hely          | Játékos                                                                                                 | Poz. | Nemzetiség                                                                                              | Csapat                                                                                                  | Iskola / Csapat                                                                                         |
| ------------- | ------------- | --- | --- | --- | --- | --- |
| 1             | 1             | Cade Cunningham                                                                                         | PG | Egyesült Államok                                                                                        | Detroit Pistons                                                                                         | Oklahoma State                                                                                          |
| 1             | 2             | Jalen Green                                                                                             | SG | Egyesült Államok                                                                                        | Houston Rockets                                                                                         | NBA G-League Ignite                                                                                     |
| 1             | 3             | Evan Mobley                                                                                             | C | Egyesült Államok                                                                                        | Cleveland Cavaliers                                                                                     | USC |
| 1             | 4             | Scottie Barnes                                                                                          | PF | Egyesült Államok                                                                                        | Toronto Raptors                                                                                         | Florida State                                                                                           |
| 1             | 5             | Jalen Suggs                                                                                             | PG/SG                                                                                                   | Egyesült Államok                                                                                        | Orlando Magic                                                                                           | Gonzaga                                                                                                 |
| 1             | 6             | Josh Giddey                                                                                             | PG | Ausztrália                                                                                              | Oklahoma City Thunder                                                                                   | Adelaide 36ers                                                                                          |
| 1             | 7             | Jonathan Kuminga                                                                                        | SF/PF                                                                                                   | KDK | Golden State Warriors (Minnesotából)                                                                    | NBA G-League Ignite                                                                                     |
| 1             | 8             | Franz Wagner                                                                                            | SF | Németország                                                                                             | Orlando Magic (Chicagóból)                                                                              | Michigan                                                                                                |
| 1             | 9             | Davion Mitchell                                                                                         | PG | Egyesült Államok                                                                                        | Sacramento Kings                                                                                        | Baylor                                                                                                  |
| 1             | 10            | Ziaire Williams                                                                                         | SF | Egyesült Államok                                                                                        | Memphis Grizzlies (New Orleansből)                                                                      | Stanford                                                                                                |
| 1             | 11            | James Bouknight                                                                                         | SG | Egyesült Államok                                                                                        | Charlotte Hornets                                                                                       | UConn                                                                                                   |
| 1             | 12            | Joshua Primo                                                                                            | SG | Kanada                                                                                                  | San Antonio Spurs                                                                                       | Alabama                                                                                                 |
| 1             | 13            | Chris Duarte                                                                                            | SG | Dominikai Köztársaság                                                                                   | Indiana Pacers                                                                                          | Oregon                                                                                                  |
| 1             | 14            | Moses Moody                                                                                             | SG | Egyesült Államok                                                                                        | Golden State Warriors                                                                                   | Arkansas                                                                                                |
| Drafton kívül | Drafton kívül | Adam Silver megemlékezik Terrence Clarke-ről, aki egy autóbalesetben elhunyt, hónapokkal a draft előtt. | Adam Silver megemlékezik Terrence Clarke-ről, aki egy autóbalesetben elhunyt, hónapokkal a draft előtt. | Adam Silver megemlékezik Terrence Clarke-ről, aki egy autóbalesetben elhunyt, hónapokkal a draft előtt. | Adam Silver megemlékezik Terrence Clarke-ről, aki egy autóbalesetben elhunyt, hónapokkal a draft előtt. | Adam Silver megemlékezik Terrence Clarke-ről, aki egy autóbalesetben elhunyt, hónapokkal a draft előtt. |
| Drafton kívül | Drafton kívül | Terrence Clarke                                                                                         | SG | Egyesült Államok                                                                                        | National Basketball Association                                                                         | Kentucky                                                                                                |
| 1             | 15            | Corey Kispert                                                                                           | SF | Egyesült Államok                                                                                        | Washington Wizards                                                                                      | Gonzaga                                                                                                 |
| 1             | 16            | Alperen Şengün                                                                                          | C | Törökország                                                                                             | Houston Rockets (Bostonból, Oklahomán keresztül)                                                        | Beşiktaş JK                                                                                             |
| 1             | 17            | Trey Murphy III                                                                                         | SF/SG                                                                                                   | Egyesült Államok                                                                                        | New Orleans Pelicans (Memphisből)                                                                       | Virginia                                                                                                |
| 1             | 18            | Tre Mann                                                                                                | PG | Egyesült Államok                                                                                        | Oklahoma City Thunder (Miamiból, a Phoenix, a Philadelphia és az LA Clippersön keresztül)               | Florida                                                                                                 |
| 1             | 19            | Kai Jones                                                                                               | C | Bahama-szigetek                                                                                         | Charlotte Hornets (New Yorkból)                                                                         | Texas                                                                                                   |
| 1             | 20            | Jalen Johnson                                                                                           | SF | Egyesült Államok                                                                                        | Atlanta Hawks                                                                                           | Duke |
| 1             | 21            | Keon Johnson                                                                                            | SG | Egyesült Államok                                                                                        | New York Knicks (Dallasból)                                                                             | Tennessee                                                                                               |
| 1             | 22            | Isaiah Jakcson                                                                                          | PF | Egyesült Államok                                                                                        | Washington Wizards (LA Lakersből)                                                                       | Kentucky                                                                                                |
| 1             | 23            | Usman Garuba                                                                                            | PF/C | Spanyolország                                                                                           | Houston Rockets (Portlandből)                                                                           | Real Madrid                                                                                             |
| 1             | 24            | Josh Christopher                                                                                        | SG | Egyesült Államok                                                                                        | Houston Rockets (Milwaukeeból)                                                                          | Arizona State                                                                                           |
| 1             | 25            | Quentin Grimes                                                                                          | SG | Egyesült Államok                                                                                        | Los Angeles Clippers                                                                                    | Houston                                                                                                 |
| 1             | 26            | Nah’Shon Hyland                                                                                         | SG/PG                                                                                                   | Egyesült Államok                                                                                        | Denver Nuggets                                                                                          | VCU |
| 1             | 27            | Cameron Thomas                                                                                          | SG | Egyesült Államok                                                                                        | Brooklyn Nets                                                                                           | LSU |
| 1             | 28            | Jaden Springer                                                                                          | SG | Egyesült Államok                                                                                        | Philadelphia 76ers                                                                                      | Tennessee                                                                                               |
| 1             | 29            | Day’Ron Sharpe                                                                                          | C | Egyesült Államok                                                                                        | Brooklyn Nets (Phoenix Sunstól)                                                                         | North Carolina                                                                                          |
| 1             | 30            | Santi Aldama                                                                                            | PF/C | Spanyolország                                                                                           | Utah Jazz                                                                                               | Loyola                                                                                                  |
| 2             | 31            | Isaiah Todd                                                                                             | PF | Egyesült Államok                                                                                        | Milwaukee Bucks (Houstonból, a Indianán keresztül)                                                      | NBA G-League Ignite                                                                                     |
| 2             | 32            | Jeremiah Robinson-Earl                                                                                  | PF | Egyesült Államok                                                                                        | New York Knicks (Detroitból, a Philadelphia és a LA Clippersön keresztül)                               | Villanova                                                                                               |
| 2             | 33            | Jason Preston                                                                                           | PG | Egyesült Államok                                                                                        | Orlando Magic                                                                                           | Ohio |
| 2             | 34            | Rokas Jokubaitis                                                                                        | PG | Litvánia                                                                                                | Oklahoma City Thunder                                                                                   | Žalgiris Kaunas                                                                                         |
| 2             | 35            | Herbert Jones                                                                                           | SF | Egyesült Államok                                                                                        | New Orleans Pelicans (Clevelandből, Atlantán keresztül)                                                 | Alabama                                                                                                 |
| 2             | 36            | Miles McBride                                                                                           | PG | Egyesült Államok                                                                                        | Oklahoma City Thunder (Minnesotából, a Golden State)                                                    | West Virginia                                                                                           |
| 2             | 37            | JT Thor                                                                                                 | PF | Egyesült Államok                                                                                        | Charlotte Hornets (Torontóból, a Brooklyn és a Detroiton keresztül)                                     | Auburn                                                                                                  |
| 2             | 38            | Ayo Dosunmu                                                                                             | PG | Egyesült Államok                                                                                        | Chicago Bulls                                                                                           | Illinois                                                                                                |
| 2             | 39            | Neemias Queta                                                                                           | C | Portugália                                                                                              | Sacramento Kings                                                                                        | Utah State                                                                                              |
| 2             | 40            | Jared Butler                                                                                            | SG | Egyesült Államok                                                                                        | Memphis Grizzlies (New Orleansből)                                                                      | Baylor                                                                                                  |
| 2             | 41            | Joe Wieskamp                                                                                            | SF | Egyesült Államok                                                                                        | San Antonio Spurs                                                                                       | Iowa |
| 2             | 42            | Isaiah Livers                                                                                           | SF | Egyesült Államok                                                                                        | Detroit Pistons (Charlotte-ból, a New Yorkon keresztül)                                                 | Michigan                                                                                                |
| 2             | 43            | Greg Brown III                                                                                          | PF | Egyesült Államok                                                                                        | New Orleans Pelicans (Washingtonból, a Utah, a Cleveland és a Milwaukeen keresztül)                     | Texas                                                                                                   |
| 2             | 44            | Kessler Edwards                                                                                         | SF | Egyesült Államok                                                                                        | Brooklyn Nets (Indianából)                                                                              | Pepperdine                                                                                              |
| 2             | 45            | Juhann Begarin                                                                                          | SG | Franciaország                                                                                           | Boston Celtics                                                                                          | Paris                                                                                                   |
| 2             | 46            | Dalano Banton                                                                                           | PG | Kanada                                                                                                  | Toronto Raptors (Memphisből a Sacramentón keresztül)                                                    | Nebraska                                                                                                |
| 2             | 47            | David Johnson                                                                                           | PG | Egyesült Államok                                                                                        | Toronto Raptors (Golden Stateből, a New Orleans és a Utahn keresztül)                                   | Louisville                                                                                              |
| 2             | 48            | Sharife Cooper                                                                                          | PG | Egyesült Államok                                                                                        | Atlanta Hawks (Miamiból, a Portland és a Sacramentón keresztül)                                         | Auburn                                                                                                  |
| 2             | 49            | Marcus Zegarowski                                                                                       | PG | Egyesült Államok                                                                                        | Brooklyn Nets (Atlantából)                                                                              | Creighton                                                                                               |
| 2             | 50            | Filip Petrušev                                                                                          | C | Szerbia                                                                                                 | Philadelphia 76ers (New Yorkból)                                                                        | Mega Basket                                                                                             |
| 2             | 51            | Brandon Boston Jr.                                                                                      | SG | Egyesült Államok                                                                                        | New Orleans Pelicans (Portlandből, a Cleveland, a Detroit, a Dallas és Memphisen keresztül)             | Kentucky                                                                                                |
| 2             | 52            | Luka Garza                                                                                              | C | Egyesült Államok                                                                                        | Detroit Pistons (LA Lakerstől, a Detroit, a Houston és a Sacramentón keresztül)                         | Iowa |
| 2             | 53            | Charles Bassey                                                                                          | C | Nigéria                                                                                                 | New Orleans Pelicans (Dallasból)                                                                        | Western Kentucky                                                                                        |
| 2             | 54            | Szandro Mamukelasvili                                                                                   | C | Grúzia                                                                                                  | Milwaukee Bucks (Milwaukeeból, a Cleveland, a Houston és a Indianán keresztül)                          | Seton Hall                                                                                              |
| 2             | 55            | Aaron Wiggins                                                                                           | SG | Egyesült Államok                                                                                        | Oklahoma City Thunder (Denverből, a Philadelphia és a Golden State-en keresztül)                        | Maryland                                                                                                |
| 2             | 56            | Scottie Lewis                                                                                           | SG | Egyesült Államok                                                                                        | Charlotte Hornets (LA Clipperstől)                                                                      | Florida                                                                                                 |
| 2             | 57            | Balša Koprivica                                                                                         | C | Szerbia                                                                                                 | Detroit Pistons (Brooklynból, a Charlotte-on keresztül)                                                 | Florida State                                                                                           |
| 2             | 58            | Jericho Sims                                                                                            | PF | Egyesült Államok                                                                                        | New York Knicks (Philadelphiából)                                                                       | Texas                                                                                                   |
| 2             | 59            | RaiQuan Gray                                                                                            | PF | Egyesült Államok                                                                                        | Brooklyn Nets (Phoenixből)                                                                              | Florida State                                                                                           |
| 2             | 60            | Giórgosz Kalaitzákész                                                                                   | SF | Görögország                                                                                             | Milwaukee Bucks (Utahból, az Indianán keresztül)                                                        | Panathinaikósz                                                                                          |

## Drafttal kapcsolatos tranzakciók

### Draft előtt
A listán a 2021-ben választott játékosok félkövérrel és dőlttel vannak kiemelve, míg a választás száma a cserélő csapatok után van feltüntetve.
- 2020. február 6.: Minnesota Timberwolves – Golden State Warriors (7. választás)[1]
  - Golden State kapta: Andrew Wiggins, Jonathan Kuminga és egy választás a második körben.
  - Minnesota kapta: D’Angelo Russell, Jacob Evans és Omari Spellman
- 2021. március 25.: Chicago Bulls – Orlando Magic (8. választás)[2]
  - Orlando kapta: Wendell Carter Jr., Otto Porter Jr., Franz Wagner, 2023-as első köri választás
  - Chicago kapta: Nikola Vučević, és Al-Farouq Aminu
- 2021. július 26.: Memphis Grizzlies – New Orleans Pelicans (10. választás, 17. választás, 40. választás, 51. választás)[3]
  - Memphis kapta: Steven Adams, Eric Bledsoe, Ziaire Williams'', védett 2022-es második köri választás
  - New Orleans kapta: Jonas Valančiūnas, Trey Murphy III, Brandon Boston Jr.
- 2021. június 18.: Boston Celtics – Oklahoma City Thunder (16. választás)[4]
  - Boston kapta: Al Horford, Moses Brown, 2023-as második köri választás
  - Oklahoma kapta: Kemba Walker, Alperen Şengün, 2023-as második köri választás
- 2015. február 19.: Miami Heat – Phoenix Suns (18. választás, három csapatos csere a NO Pelicans csapatával)[5]
  - Phoenix kapta: Danny Granger, John Salmons, Kai Jones, 2017-es első köri választás
  - Miami kapta: Goran Dragić és Zoran Dragić
  - New Orleans kapta: Norris Cole, Justin Hamilton és Shawne Williams
- 2018. június 21.: Phoenix Suns – Philadelphia 76ers (18. választás)[6]
  - Philadelphia kapta: Zhaire Smith és Kai Jones
  - Phoenix kapta: Mikal Bridges
- 2019. február 6.: Philadelphia 76ers – Los Angeles Clippers (18., 32. választás)[7]
  - Philadelphia kapta: Tobias Harris, Boban Marjanović és Mike Scott
  - Los Angeles kapta: Landry Shamet, Wilson Chandler, Mike Muscala, Kai Jones, egy védett 2020-as első köri választás, Jeremiah Robinson-Earl, és egy 2023-as második köri választás
- 2019. július 10.: Los Angeles Clippers – Oklahoma City Thunder (18. választás)[8]
  - Los Angeles kapta: Paul George
  - Oklahoma kapta: Danilo Gallinari, Shai Gilgeous-Alexander, Kai Jones, egy 2022-es első köri választás, Miami 2023-as első köri választása, egy 2024-es első köri választás, egy 2026-os első köri választás, és Thunder első köri csereopciók 2023-ban és 2025-ben.
- 2019. január 31.: Dallas Mavericks – New York Knicks (21. választás)[9]
  - Dallas kapta: Kristaps Porziņģis, Tim Hardaway Jr., Courtney Lee és Trey Burke
  - New York kapta: Dennis Smith Jr., DeAndre Jordan, Wesley Matthews, Keon Johnson és egy 2023-as első köri választás.
- 2020. november 22.: Portland Trail Blazers – Houston Rockets (23. választás, 24. választás, 31. választás; három csapatos csere a Milwaukee csapatával)[10]
  - Houston kapta: Trevor Ariza, Isaiah Stewart, D. J. Augustin, D. J. Wilson, Usman Garuba
  - Portland kapta: Robert Covington
  - Milwaukee kapta: P. J. Tucker, Rodions Kurucs, 2022-es első köri választás
- 2018. június 21.: Detroit Pistons – Philadelphia 76ers (32. választás)[11]
  - Philadelphia kapta: Jeremiah Robinson-Earl, 2023-as második köri választás
  - Detroit kapta: Khyri Thomas
- 2020. február 20.: Los Angeles Clippers – New York Knicks (32. választás; három csapatos csere a Wizards csapatával)[11]
  - New York: Maurice Harkless, Issuf Sanon, 2020-as első köri választás, Jeremiah Robinson-Earl
  - Los Angeles: Marcus Morris és Isaiah Thomas
  - Washington: Jerome Robinson
- 2017. január 7.: Cleveland Cavaliers – Atlanta Hawks (35. választás)[12]
  - Atlanta kapta: Mike Dunleavy Jr., Mo Williams, Herbert Jones, 2022-es második köri választás.
  - Cleveland kapta: Kyle Korver
- 2019. július 7.: Atlanta Hawks – New Orleans Pelicans (35. választás)[13]
  - Atlanta kapta: Solomon Hill, De’Andre Hunter, Jordan Bone és 2023-as második köri választás.
  - New Orleans kapta: Jaxson Hayes, Nickeil Alexander-Walker és Marcos Louzada Silva, Herbert Jones, 2022-es második köri választás.
- 2020. november 11.: Golden State Warriors – Oklahoma City Thunder (36. választás, 55. választás)[14]
  - Golden State kapta: Kelly Oubre Jr.
  - Oklahoma kapta: Miles McBride
- 2019. február 7.: Toronto Raptors – Brooklyn Nets (37. választás)[15]
  - Brooklyn kapta: Greg Monroe, JT Thor
  - Toronto kapta: pénzösszeg
- 2020. november 19.: Brooklyn Nets – Detroit Pistons (37. választás; három csapatos csere a Clippers csapatával)[16]
  - Brooklyn kapta: Landry Shamet, Bruce Brown, Reggie Perry.
  - Detroit kapta: Saddiq Bey, Džanan Musa, Jaylen Hands, Rodney McGruder, JT Thor, pénzösszeg
  - Clippers kapta:Jay Scrubb, Luke Kennard, Justin Patton, második köri választás a következő években: 2023, 2024, 2025, 2026.
- 2018. február 7.: Charlotte Hornets – New York Knicks (42. választás)[17]
  - Charlotte kapta: Willy Hernangómez
  - New York kapta: Johnny O’Bryant III, 2020-as második köri választás, Isaiah Livers
- 2021. február 8.: New York Knicks – Detroit Pistons  (42. választás)[18]
  - Detroit kapta: Dennis Smith Jr., Isaiah Livers
  - New York kapta: Derrick Rose
- 2016. július 7.: Washington Wizards – Utah Jazz (43. választás)[19]
  - Washington kapta: Trey Burke
  - Utah kapta: Greg Brown III
- 2018. november 29.: Utah Jazz – Cleveland Cavaliers (43. választás)[20]
  - Utah kapta: Kyle Korver
  - Cleveland kapta: Alec Burks, 2020-as második köri választás, Greg Brown III
- 2018. december 7.: Cleveland Cavaliers – Milwaukee Bucks (43. választás, 54. választás; három csapatos csere a Wizards csapatával)[21]
  - Cleveland kapta: Matthew Dellavedova, John Henson, Szandro Mamukelasvili, esetleges 2022-es első köri választás, 2022-es második köri választás
  - Milwaukee kapta: George Hill, Jason Smith, 2020-as második köri választás, Greg Brown III (Washingtonból), pénzösszeg
  - Wizards kapta: Sam Dekker, esetleges 2020-as második köri választás
- 2019. február 7.: Milwaukee Bucks – New Orleans Pelicans (43. választás; három csapatos csere a Pistons csapatával)[22]
  - New Orleans kapta: Jason Smith, Stanley Johnson, 2019-es második köri választás, két 2020-as második köri választás, Greg Brown III
  - Milwaukee kapta: Nikola Mirotić
  - Detroit kapta: Thon Maker
- 2016. július 7.: Indiana Pacerst – Brooklyn Nets (44. választás)[23]
  - Brooklyn kapta: Caris LaVert, Kessler Edwards
  - Indiana kapta: Thaddeus Young
- 2018. július 17.: Memphis Grizzlies – Sacramento Kings (46. választás)[24]
  - Memphis kapta: Garrett Temple
  - Sacramento kapta: Ben McLemore, Deyonta Davis, Dalano Banton, pénzösszeg
- 2021. március 25.: Sacramento Kings – Toronto Raptors (46. választás)[25]
  - Sacramento kapta: Terence Davis
  - Toronto kapta: Dalano Banton
- 2019. június 20.: Golden State Warriors – New Orleans Pelicans (47. választás)[26]
  - Golden State kapta: Alen Smailagić
  - New Orleans kapta: David Johnson, 2023-as második köri választás
- 2019. július 7.: New Orleans Pelicans – Utah Jazz (47. választás)[27]
  - Utah kapta: David Johnson, 2023-as második köri választás
  - New Orleans kapta: Derrick Favors
- 2021. március 25.: Utah Jazz – Toronto Raptors (47. választás)[28]
  - Utah kapta: Matt Thomas
  - Toronto kapta: David Johnson
- 2016. február 18.: Miami Heat – Portland Trail Blazers (48. választás)[29]
  - Portland kapta: Brian Roberts, Sharife Cooper
  - Miami kapta: pénzösszeg
- 2018. június 21.: Portland Trail Blazers – Sacramento Kings (48. választás)[30]
  - Sacramento kapta: 2019-es második köri választás, Sharife Cooper
  - Portland kapta: Gary Trent Jr.
- 2020. február 6.: Sacramento Kings – Atlanta Hawks (48. választás)[31]
  - Sacramento kapta: Jabari Parker és Alex Len
  - Atlanta kapta: Dewayne Dedmon, 2020-as második köri választás, Sharife Cooper
- 2019. július 6.: Atlanta Hawks – Brooklyn Nets (49. választás)[32]
  - Atlanta kapta: Nickeil Alexander-Walker, Allen Crabbe, 2020-as második köri választás
  - Brooklyn kapta: Taurean Prince, Marcus Zegarowski
- 2015. június 26.: New York Knicks – Philadelphia 76ers (50. választás)[33]
  - Philadelphia kapta: 2020-as második köri választás, Filip Petrušev, pénzösszeg
  - New York kapta: Willy Hernangómez
- 2019. február 4.: Portland Trail Blazers – Cleveland Cavaliers (51. választás)[34]
  - Portland kapta: Rodney Hood
  - Cleveland kapta: Nik Stauskas, Wade Baldwin IV, Brandon Boston Jr., 2023-as második köri választás
- 2019. június 26.: Cleveland Cavaliers – Detroit Pistons (51. választás)[35]
  - Detroit kapta: 2020-as második köri választás, Brandon Boston Jr., 2023-as második köri választás, lehetséges 2024-as második köri választás, pénzösszeg
  - Cleveland kapta: Kevin Porter Jr.
- 2019. június 26.: Detroit Pistons – Dallas Mavericks (51. választás)[36]
  - Dallas kapta: Deividas Sirvydis
  - Detroit kapta: Isaiah Roby, 2020-as második köri választás, Brandon Boston Jr.
- 2019. július 8.: Dallas Mavericks – Memphis Grizzlies (51. választás)[37]
  - Dallas kapta: Delon Wright
  - Memphis kapta: Satnam Singh, Brandon Boston Jr., leggyengébb 2023-as második köri választás
- 2019. február 6.: Los Angeles Lakers – Memphis Grizzlies (52. választás)[38]
  - Detroit kapta: Sviatoslav Mykhailiuk, Luka Garza
  - Los Angeles kapta: Reggie Bullock
- 2020. november 24.: Detroit Pistons – Houston Rockets (52. választás)[39]
  - Houston kapta: Christian Wood, Luka Garza
  - Detroit: Trevor Ariza, Isaiah Stewart, 2027-es második köri választás, pénzösszeg
- 2020. november 25.: Houston Rockets – Sacramento Kings (52. választás)[40]
  - Houston kapta: Kenyon Martin Jr.
  - Sacramento kapta: Luka Garza, pénzösszeg
- 2021. március 25.: Sacramento Kings – Detroit Pistons (52. választás)[41]
  - Sacramento kapta: Delon Wright
  - Detroit kapta: Cory Joseph, Luka Garza, 2024-es második köri választás
- 2021. március 25.: Dallas Mavericks – New Orleans Pelicans (53. választás)[42]
  - New Orleans kapta: James Johnson, Wesley Iwundu, Charles Bassey
  - Dallas kapta: JJ Redick és Nicolò Melli
- 2019. február 7.: Cleveland Cavaliers – Houston Rockets (54. választás; három csapatos csere a Kings csapatával)[43]
  - Houston kapta: Marquese Chriss, Brandon Knight, 2019-es első köri választás, 2022-es második köri választás
  - Cleveland kapta: Wade Baldwin IV, Iman Shumpert, Nik Stauskas, 2020-as második köri választáscsere, Szandro Mamukelasvili
  - Kings kapta: Alec Burks
- 2019. február 7.: Houston Rockets – Indiana Pacers (54. választás)[43]
  - Pacers kapta: Wade Baldwin IV, Nik Stauskas, Maarty Leunen, Szandro Mamukelasvili
  - Houston kapta: pénzösszeg
- 2018. július 6.: Denver Nuggets – Philadelphia 76ers (55. választás)[44]
  - Philadelphia kapta: Wilson Chandler, Aaron Wiggins
  - Denver kapta: pénzösszeg
- 2020. február 6.: Philadelphia 76ers – Golden State Warriors (55. választás)[44]
  - Philadelphia kapta: Alec Burks és Glenn Robinson III
  - Golden State kapta: 2020-as második köri választáscsere, Aaron Wiggins, 2022-es második köri választás
- 2018. június 21.: Los Angeles Clippers – Charlotte Hornets (56. választás)[45]
  - Los Angeles kapta: Shai Gilgeous-Alexander
  - Charlotte kapta: Miles Bridges, 2020-as második köri választáscsere, Scottie Lewis
- 2018. július 6.: Brooklyn Nets – Charlotte Hornets (57. választás)[46]
  - Brooklyn kapta: Dwight Howard
  - Charlotte kapta: Timofey Mozgov, Hamidou Diallo, Balša Koprivica
- 2021. március 25.: Philadelphia 76ers – New York Knicks (58. választás; három csapatos csere a Thunder csapatával)[47]
  - Oklahoma kapta: Austin Rivers, Tony Bradley, második köri választás a következő években: 2025 és 2026
  - Philadelphia kapta: George Hill, Ignas Brazdeikis
  - New York kapta: Terrance Ferguson, Vincent Poirier, Emir Preldzic, Jericho Sims, védett 2024-es második köri választás (Miami)
- 2018. július 20.: Phoenix Suns – Brooklyn Nets (59. választás)[48]
  - Brooklyn kapta: Jared Dudley, RaiQuan Gray
  - Phoenix kapta: Darrell Arthur
- 2019. június 21.: Utah Jazz – Indiana Pacers (60. választás)[49]
  - Utah kapta: Jarrell Brantley
  - Indiana kapta: Giórgosz Kalaitzákész

### Draft napján és után
- 2021. július 29.: Indiana Pacers – Milwaukee Bucks (31. választás, 54. választás, 60. választás)[50]
  - Indiana kapta: Isaiah Todd
  - Milwaukee kapta: Szandro Mamukelasvili, Georgios Kalaitzakis, jövőbeli második köri választás
- 2021. július 29.: Oklahoma City Thunder – Houston Rockets (16. választás)[51]
  - Oklahoma kapta: két jövőbeli első köri választás
  - Houston kapta: Alperen Şengün
- 2021. július 29.: New York Knicks – Charlotte Hornets (19. választás)[52]
  - New York kapta: jövőbeli első köri választás
  - Charlotte kapta: Kai Jones
- 2021. július 29.: New York Knicks – Los Angeles Clippers (21. választás, 25. választás)[53]
  - New York kapta: Quentin Grimes, jövőbeli második köri választás
  - Los Angeles kapta: Keon Johnson
- 2021. július 29.: New York Knicks – Oklahoma City Thunder (32. választás, 34. választás, 36. választás)[54]
  - Oklahoma kapta: Jeremiah Robinson-Earl
  - New York kapta: Rokas Jokubaitis
- 2021. július 29.: Orlando Magic – Los Angeles Clippers (33. választás)[55]
  - Orlando kapta: 2026-as második köri választás (Detroit választása), pénzösszeg
  - Los Angeles kapta: Jason Preston
- 2021. július 29.: New Orleans Pelicans – Portland Trail Blazers (43. választás)[56]
  - New Orleans kapta: jövőbeli második köri választás, pénzösszeg
  - Portland kapta: Greg Brown III
- 2021. augusztus 6.: Phoenix Suns – Brooklyn Nets (29. választás)[57]
  - Phoenix kapta: Landry Shamet
  - Brooklyn kapta: Jevon Carter, Day’Ron Sharpe
- 2021. augusztus 6.: Detroit Pistons – Charlotte Hornets (37. választás, 57. választás)[58]
  - Detroit kapta: Balša Koprivica
  - Charlotte kapta: Mason Plumlee, JT Thor
- 2021. augusztus 6.: Los Angeles Lakers – Washington Wizards – Indiana Pacers – San Antonio Spurs – Brooklyn Nets (22. választás, 31. választás)[59]
  - Los Angeles kapta: Russell Westbrook, 2024-as második köri választás, 2028-as második köri választás
  - Washington kapta: Kyle Kuzma, Montrezl Harrell, Kentavious Caldwell-Pope, Isaiah Todd
  - Indiana kapta: Isaiah Jackson
  - San Antonio kapta: Chandler Hutchison, 2022-es második köri választás
  - Brooklyn kapta: Nikola Milutinov, 2024-es második köri választás, 2025-ös második köri választáscsere opció Washingtonnal
- 2021. augusztus 7.: New Orleans Pelicans – Memphis Grizzlies – Charlotte Hornets (10. választás, 17. választás, 40. választás, 51. választás)[60]
  - Memphis kapta: Steven Adams, Eric Bledsoe, 2022-es védett első köri választás, Ziaire Williams
  - New Orleans kapta: Jonas Valančiūnas, Devonte’ Graham, Brandon Boston
  - Charlotte kapta: Wesley Iwundu, Tyler Harvey, 2022-es védett első köri választás
- 2021. augusztus 7.: Utah Jazz – Memphis Grizzlies (30. választás, 40. választás)[61]
  - Utah kapta: Jared Butler
  - Memphis kapta: Santi Aldama

## Draft előtti felmérő
A draft előtti felmérést június 21. és 27. között tartották a Wintrust Arenában és a Marriott Marquisban, Chicagóban. Összesen 69 játékos vett részt, részt vettek interjúkon, játszottak egymás ellen mérkőzéseket, elvégeztek különböző gyakorlatokat és méréseket. Keon Johnson megdöntötte a rekordot a legmagasabb vertikális ugrásért 1.2 méterrel (48 inch), a korábbi rekord tartója Kenny Gregory volt (1.16 méter, 45.5 inch). Ezek mellett részt vettek az NBA G-League Ignite-ban játszó játékosok is, amely egy program, ami lehetőséget ad a fiatal játékosoknak, hogy az NCAA helyett máshogy jussanak az NBA-be. Ezekre példa Jalen Green, Jonathan Kuminga, Daishen Nix és Isaiah Todd.
A várakozások szerint magasan draftolt játékosok közül nem vett részt a felmérésen Cade Cunningham és Jalen Suggs, illetve azok, akik külföldön játszanak, szintén nemet mondtak a meghívásra.
A 2021-es NBA G-League Elite Camp, amely június 19 és 21. között zajlott, szintén lehetőséget adott játékosoknak, hogy megmutassák mit tudnak. Ezek olyan játékosok voltak, akik eredetileg nem voltak meghívva a fő felmérésre, de a Elite Camp-en keresztül lehetőségük volt invitációt szerezni.

## Draft lottó
A 2021-es draft lottót június 22-én tartották. A győztes a Detroit Pistons volt.
|  | Valós lottóeredmény |

| Csapat                 | 2020–2021-es teljesítmény | Esélyek | Valószínűség | Valószínűség | Valószínűség | Valószínűség | Valószínűség | Valószínűség | Valószínűség | Valószínűség | Valószínűség | Valószínűség | Valószínűség | Valószínűség | Valószínűség | Valószínűség |
| Csapat                 | 2020–2021-es teljesítmény | Esélyek | 1.           | 2.           | 3.           | 4.           | 5.           | 6.           | 7.           | 8.           | 9.           | 10.          | 11.          | 12.          | 13.          | 14.          |
| ---------------------- | ------------------------- | ------- | ------------ | ------------ | ------------ | ------------ | ------------ | ------------ | ------------ | ------------ | ------------ | ------------ | ------------ | ------------ | ------------ | ------------ |
| Houston Rockets        | 17–55                     | 140     | 14.0%        | 13.4%        | 12.7%        | 11.9%        | 47.9%        | -            | -            | -            | -            | -            | -            | -            | -            | -            |
| Detroit Pistons        | 20–52                     | 140     | 14.0%        | 13.4%        | 12.7%        | 11.9%        | 27.8%        | 20.1%        | -            | -            | -            | -            | -            | -            | -            | -            |
| Orlando Magic          | 21–51                     | 140     | 14.0%        | 13.4%        | 12.7%        | 11.9%        | 14.8%        | 26.0%        | 7.1%         | -            | -            | -            | -            | -            | -            | -            |
| Oklahoma City Thunder  | 22–50                     | 115     | 11.5%        | 11.4%        | 11.2%        | 11.0%        | 7.4%         | 27.1%        | 18.0%        | 2.4%         | -            | -            | -            | -            | -            | -            |
| Cleveland Cavaliers    | 22–50                     | 115     | 11.5%        | 11.4%        | 11.2%        | 11.0%        | 2.0%         | 18.2%        | 25.5%        | 8.6%         | 0.6%         | -            | -            | -            | -            | -            |
| Minnesota Timberwolves | 23–49                     | 90      | 9.0%         | 9.2%         | 9.4%         | 9.6%         | -            | 8.6%         | 29.7%        | 20.6%        | 3.4%         | 0.2%         | -            | -            | -            | -            |
| Toronto Raptors        | 27–45                     | 75      | 7.5%         | 7.8%         | 8.1%         | 8.5%         | -            | -            | 19.8%        | 33.9%        | 13.0%        | 1.4%         | <0.1%        | -            | -            | -            |
| Chicago Bulls          | 31–41                     | 45      | 4.5%         | 4.8%         | 5.2%         | 5.7%         | -            | -            | -            | 34.5%        | 36.2%        | 8.5%         | 0.5%         | <0.1%        | -            | -            |
| Sacramento Kings       | 31–41                     | 45      | 4.5%         | 4.8%         | 5.2%         | 5.7%         | -            | -            | -            | -            | 46.4%        | 29.4%        | 3.9%         | 0.1%         | <0.1%        | -            |
| New Orleans Pelicans   | 31–41                     | 45      | 4.5%         | 4.8%         | 5.2%         | 5.7%         | -            | -            | -            | -            | -            | 60.6%        | 17.9%        | 1.2%         | <0.1%        | <0.1%        |
| Charlotte Hornets      | 33–39                     | 17      | 1.7%         | 1.9%         | 2.1%         | 2.4%         | -            | -            | -            | -            | -            | -            | 77.6%        | 13.9%        | 0.5%         | <0.1%        |
| San Antonio Spurs      | 33–39                     | 16      | 1.6%         | 1.8%         | 2.0%         | 2.2%         | -            | -            | -            | -            | -            | -            | -            | 84.8%        | 7.5%         | 0.1%         |
| Indiana Pacers         | 34–38                     | 12      | 1.2%         | 1.3%         | 1.5%         | 1.7%         | -            | -            | -            | -            | -            | -            | -            | -            | 92.0%        | 2.3%         |
| Golden State Warriors  | 39–33                     | 5       | 0.5%         | 0.6%         | 0.6%         | 0.7%         | -            | -            | -            | -            | -            | -            | -            | -            | -            | 97.6%        |

## Választható játékosok
A draftot a 2017-es CBA alapján folytatják, kisebb változtatásokkal a Covid19-pandémia miatt. A 2011-es CBA nem változtatott semmit a folyamaton, de felszólította a tulajdonosokat, hogy beszéljenek lehetséges változtatásokról a játékosokkal.
- Minden választott játékosnak legalább 19 évesnek kell lennie a draft évében. Bárki, aki szerepel a 2021-es drafton, 2002. december 31. előtt kellett születnie.
  - Ez lehetett volna az utolsó év, amelyben középiskolás játékosok nem vehettek volna részt a drafton, mert mindkét szövetség 18 éves korra akarta csökkenteni a szükséges életkort.[68]
- A 2016-os draft óta a következő szabályok vannak életben az NCAA Division I-tanács szerint:[69]
  - Jelentkezés a draftra már nem jelenti azt, hogy a játékos automatikusan elveszti egyetemi éveit. Amíg a játékos nem ír alá profi szerződést az NBA-n kívül, vagy szerződtet egy ügynököt, addig, ha visszalép időben a drafttól, megtartja egyetemi játékjogát.
  - A draft felmérő előtt 10 napig visszaléphetnek az NCAA játékosai.
  - NCAA-játékosok részt vehetnek a draft felmérőn és részt vehetnek évente egy próbán egy NBA-csapattal, anélkül, hogy elvesztenék egyetemi játékjogaikat.
  - NCAA-játékosok már jelentkezhetnek és visszaléphetnek a drafttól kétszer, anélkül, hogy elvesztenék játékjogukat. Korábban a második jelentkezés végleges játékjogvesztést jelentett az NCAA-ben.

Az NBA 2021. február 26-án bejelentette, hogy csak erre a draftra minden egyetemi játékosnak, aki részt akart venni, be kellett jelentenie ezen szándékát. 2020 októberében a Covid19-pandémia miatt az NCAA bejelentette, hogy a 2020–2021-es szezon nem számított a játékosok játékjogi éveibe. Emiatt bármely játékos, aki 2021-ben fejezte be az egyetemet, továbbra is megtartotta egyetemi játékjogát. Az NCAA és az NBA emiatt tárgyalásokba kezdett, hogy a játékosoknak be kelljen-e jelentenie azt, hogy részt vesznek, vagy azt, hogy nem vesznek részt (az utóbbi verziót használta az NFL 2021-ben). Az korábbi opciót választották.

### Korai jelentkezők
Azon játékosok, akik nem automatikusan választhatók, be kell jelenteniük, hogy részt fognak venni a drafton, legalább 60 nappal az esemény előtt. A 2021-es drafton ez a dátum május 30. volt. A CBA szerint egy játékos visszaléphet bármikor 10 nappal a draft előtt, 17:00-ig (EDT; 21:00 UTC). Az NCAA jelenlegi szabályai szerint a játékosok a draft felmérő utáni 10 napban bármikor visszaléphetnek, hogy visszakapják egyetemi éveiket. Ennek ellenére 2021-ben ez 22 nap volt, július 7-ig vissza kellett lépni.
Azon játékosok, akiknek vannak ügynökeik, megtartják egyetemi játékjogukat, attól függetlenül, hogy draftolják-e őket. Játékosok, akik bejelentették, hogy részt vesznek és nem választják őket, visszatérhetnek iskolába egy évre, miután szerződést bontanak ügynökükkel.
Az NBA 2021. június 2-án adta ki a korai jelentkezők első listáján, amelyen 296 egyetemi és 57 nemzetközi játékos szerepelt. Az alábbi listán nem szerepelnek a június 2. után visszalépett játékosok.

#### Egyetemi első–, másod–, és harmadévesek
Terrence Clarke, egy elsőéves irányító a Kentucky Egyetemről, bejelentette, hogy részt vesz a drafton, de egy autóbalesetben elhunyt, április 22-én.
| - Santi Aldama – F, Loyola (MD) (másodéves) - Joël Ayayi – G, Gonzaga (harmadéves) - Dalano Banton – G, Nebraska (másodéves) - Scottie Barnes – F, Florida State (elsőéves) - Charles Bassey – C, Western Kentucky (harmadéves) - Giorgi Bezhanishvili – F, Illinois (harmadéves) - Brandon Boston Jr. – G, Kentucky (elsőéves) - James Bouknight – G, UConn (másodéves) - Pedro Bradshaw – F, Bellarmine (harmadéves) - Greg Brown – F, Texas (elsőéves) - Jared Butler – G, Baylor (harmadéves) - D. J. Carton – G, Marquette (másodéves) - Justin Champagnie – F, Pittsburgh (másodéves) - Josh Christopher – G, Arizona State (elsőéves) - Sharife Cooper – G, Auburn (elsőéves) - Derek Culver – C, West Virginia (harmadéves) - Sam Cunliffe – G, Evansville (harmadéves) - Cade Cunningham – G, Oklahoma State (elsőéves) - Ayo Dosunmu – G, Illinois (harmadéves) - David Duke Jr. – G, Providence (harmadéves) - Nojel Eastern – G, Purdue (harmadéves) - Kessler Edwards – F, Pepperdine (harmadéves) - RaiQuan Gray – F, Florida State (harmadéves) - Alan Griffin – G, Syracuse (harmadéves) - Quentin Grimes – G, Houston (harmadéves) - Aaron Henry – F, Michigan State (harmadéves) - Feron Hunt – F, SMU (harmadéves) - Matthew Hurt – F, Duke (másodéves) - Nah’Shon Hyland – G, VCU (másodéves) - Isaiah Jackson – F, Kentucky (elsőéves) - David Johnson – G, Louisville (másodéves) - Jalen Johnson – F, Duke (elsőéves) - Keon Johnson – G, Tennessee (elsőéves) - Kai Jones – F, Texas (másodéves) - Balša Koprivica – C, Florida State (másodéves) | - A. J. Lawson – G, South Carolina (harmadéves) - Scottie Lewis – G, Florida (másodéves) - Tre Mann – G, Florida (másodéves) - Miles McBride – G, West Virginia (másodéves) - Mac McClung – G, Texas Tech (harmadéves) - Davion Mitchell – G, Baylor (harmadéves) - Evan Mobley – F/C, USC (elsőéves) - Moses Moody – G, Arkansas (elsőéves) - Trey Murphy III – F, Virginia (harmadéves) - RJ Nembhard – G, TCU (harmadéves) - Joel Ntambwe – F, Texas Tech (másodéves) - Jason Preston – G, Ohio (harmadéves) - Joshua Primo – G, Alabama (elsőéves) - Neemias Queta – C, Utah State (harmadéves) - Jeremiah Robinson-Earl – F, Villanova (másodéves) - Damion Rosser – G, New Orleans (harmadéves) - Day’Ron Sharpe – C, North Carolina (elsőéves) - Javonte Smart – G, LSU (harmadéves) - Jaden Springer – G, Tennessee (elsőéves) - DJ Steward – G, Duke (elsőéves) - D. J. Stewart Jr. – G, Mississippi State (másodéves) - Jalen Suggs – G, Gonzaga (elsőéves) - Cameron Thomas – G, LSU (elsőéves) - JT Thor – F, Auburn (elsőéves) - Franz Wagner – F, Michigan (másodéves) - Kyree Walker – G, Hillcrest Prep Academy (három éves program) - Duane Washington Jr. – G, Ohio State (harmadéves) - Trendon Watford – F, LSU (másodéves) - Romeo Weems – F, DePaul (másodéves) - Joe Wieskamp – G, Iowa (harmadéves) - Aaron Wiggins – G, Maryland (harmadéves) - Ziaire Williams – F, Stanford (elsőéves) - Bryce Wills – G, Stanford (harmadéves) - Marcus Zegarowski – G, Creighton (harmadéves) |

#### Egyetemet elvégzett játékosok
| - Derrick Alston Jr. – F, Boise State - Jose Alvarado – G, Georgia Tech - Jonah Antonio – G, Wake Forest - Jonathan Baehre – F, Clemson - Mitch Ballock – G, Creighton - Troy Baxter Jr. – F, Morgan State - Chudier Bile – F, Georgetown - Jahvon Blair – G, Georgetown - Isaac Bonton – G, Washington State - Chaundee Brown – G, Michigan - Marcus Burk – G, IUPUI - Jordan Burns – G, Colgate - Manny Camper – G/F, Siena - Nahziah Carter – G/F, Washington - Arinze Chidom – F, UC Riverside - Matt Coleman III – G, Texas - Trevion Crews – G, Bethel (IN) - T. J. Crockett – G, Lindenwood - Jalen Crutcher – G, Dayton - Ryan Daly – G, Saint Joseph’s - Zacchaeus Darko-Kelly – G/F, Providence (MT) - Oscar da Silva – F, Stanford - Cartier Diarra – G, Virginia Tech - Marek Dolezaj – F, Syracuse - Chris Duarte – G, Oregon - Ian DuBose – G, Wake Forest - Juwan Durham – C, Notre Dame - Tahj Eaddy – G, USC - Lydell Elmore – F, High Point - Romeao Ferguson – G, Lipscomb - L. J. Figueroa – G, Oregon - Aleem Ford – F, Wisconsin - Blake Francis – G, Richmond - D. J. Funderburk – F/C, NC State - Ty Gadsden – G, UNC Wilmington - Gorjok Gak – C, California Baptist - Marcus Garrett – G, Kansas - Luka Garza – C, Iowa - Samson George – F, Central Arkansas - Asante Gist – G, Iona - Terrell Gomez – G, San Diego State - Jordan Goodwin – G, Saint Louis - Justin Gorham – F, Houston - Elyjah Goss – F, IUPUI - Jayvon Graves – G, Buffalo - Quade Green – G, Washington - Matt Haarms – C, BYU - Javion Hamlet – G, North Texas - Deion Hammond – G, Monmouth - Amauri Hardy – G, Oregon - Romio Harvey – G, Harding - Sam Hauser – F, Virginia - Kashaun Hicks – G, Norfolk State - Taveion Hollingsworth – G, Western Kentucky - Jay Huff – F/C, Virginia - Anthony Hughes Jr. – G, Millsaps - Jhivvan Jackson – G, UTSA - Loren Cristian Jackson – G, Akron - Caston Jardine – G/F, Hawaiʻi - DeJon Jarreau – G, Houston - Tristan Jarrett – G, Jackson State - Justin Jaworski – G, Lafayette - Damien Jefferson – F, Creighton - Bryson Johnson – G, Ozarks - Carlik Jones – G, Louisville - Herbert Jones – F, Alabama | - Corey Kispert – F, Gonzaga - Cameron Krutwig – C, Loyola Chicago - Matt Lewis – G, James Madison - Spencer Littleson – G, Toledo - Isaiah Livers – G/F, Michigan - Denzel Mahoney – G, Creighton - Makuach Maluach – G, New Mexico - Szandro Mamukelasvili – F/C, Seton Hall - Kyle Mangas – G, Indiana Wesleyan - JaQuori McLaughlin – G, UC Santa Barbara - Jadyn Michael – G, Colorado Christian - Isaiah Miller – G, UNC Greensboro - Asbjørn Midtgaard – C, Grand Canyon - Damek Mitchell – G, Lewis–Clark State - Matt Mitchell – F, San Diego State - Steffon Mitchell – G, Boston College - Ruot Monyyong – F, Little Rock - Clay Mounce – G/F, Furman - Matthew Moyer – F, George Washington - Obadiah Noel – G, UMass Lowell - Kobi Nwandu – G, Niagara - Eugene Omoruyi – F, Oregon - EJ Onu – F/C, Shawnee State - Chris Parker – G, Liberty - Jock Perry – C, UC Riverside - John Petty Jr. – G, Alabama - Jamorko Pickett – F, Georgetown - Danny Pippen – F, Kent State - Yves Pons – F, Tennessee - Micah Potter – F, Wisconsin - Brandon Rachal – F, Tulsa - Austin Reaves – G, Oklahoma - Nate Reuvers – C, Wisconsin - Elvin Rodriguez – G, USAO - Colbey Ross – G, Pepperdine - Olivier Sarr – C, Kentucky - Jordan Schakel – G, San Diego State - Devontae Shuler – G, Ole Miss - Aamir Simms – F, Clemson - Jericho Sims – F, Texas - Chris Smith – F, UCLA - Dru Smith – G, Missouri - Justin Smith – F, Arkansas - Mike Smith – G, Michigan - Anthony Tarke – G, Coppin State - Jalen Tate – G, Arkansas - Terry Taylor – G/F, Austin Peay - MaCio Teague – G, Baylor - Christian Terrell – G, Sacramento State - Koby Thomas – G, Coppin State - Ethan Thompson – G, Oregon State - Jeremiah Tilmon – F, Missouri - D’Mitrik Trice – G, Wisconsin - Jordy Tshimanga – F, Dayton - Justin Turner – G, Bowling Green - Chandler Vaudrin – G, Winthrop - Eric Vila – F/C, UTEP - Mark Vital – G/F, Baylor - M. J. Walker – G, Florida State - Keaton Wallace – G, UTSA - Josh Washburn – G, Carthage - Isaiah Washington – G, Long Beach State - Romello White – F, Ole Miss - Devin Whitfield – G, Lincoln Memorial - McKinley Wright IV – G, Colorado - Moses Wright – F, Georgia Tech |

#### Nemzetközi játékosok
Nemzetközi játékosok, akik bejelentették, hogy részt vesznek a drafton és korábban nem vettek részt a drafton, visszaléphettek 10 nappal az esemény előtt. Összességében 51 játékos lépett vissza és csak a következő nyolc csapat maradt:
- Juhann Begarin – G, Paris (Franciaország)
- Vrenz Bleijenbergh – F, Antwerp Giants (Belgium)
- Biram Faye – C, Girona (Spanyolország)
- Usman Garuba – F, Real Madrid (Spanyolország)
- Josh Giddey – G, Adelaide 36ers (Ausztrália)
- Rokas Jokubaitis – G, Žalgiris (Litvánia)
- Alperen Şengün – C, Beşiktaş Icrypex (Törökország)
- Amar Sylla – C, Oostende (Belgium)

### Automatikusan választható játékosok
Játékosok, akik nem megfelelőek a nemzetközi játékos kategóriában, automatikusan választhatók, ha a következő feltétel egyikét teljesítik:
- már nem játszhatnak egyetemen.
- ha középiskolai tanulmányaikat az Egyesült Államokban végezték, de nem jártak egyetemre az országban és a középiskolai osztályuk négy éve végzett.
- aláírtak egy profi szerződést egy kosárlabdacsapattal, amely nem az NBA-ben játszik és pályára is léptek a szerződés értelmében.

Az NCAA a Covid19-pandémia miatt adott egy extra évet minden végzősének, így a végzősöknek is be kellett jelentenie, hogy részt vesznek az NBA-drafton.
Azon játékosok, akik nemzetközi játékos kategóriába tartoznak, automatikusan választhatók, ha a következő feltétel egyikét teljesítik:
- legalább 22 évesek a draft évében. A 2021-es draft értelmében ez minden játékos, aki 1999. december 31-én vagy előtt született.
- aláírtak egy profi szerződést egy kosárlabdacsapattal, amely nem az NBA-ben, de az Egyesült Államokban játszik és pályára is léptek a szerződés értelmében.

Lista:
- Owen Hulland – F, Adelaide 36ers (Ausztrália)[75]
- Filip Petrušev – F, Mega Basket (Szerbia)[76]
- Isaac White – G, Illawara Hawks (Ausztrália)[77]